# Hammaptera infuscata
Hammaptera infuscata là một loài bướm đêm trong họ Geometridae.